# Antocha venosa
Antocha venosa är en tvåvingeart som beskrevs av Alexander 1964. Antocha venosa ingår i släktet Antocha och familjen småharkrankar. Inga underarter finns listade i Catalogue of Life.